# Eucosma halophilana
Eucosma halophilana is een vlinder uit de familie bladrollers (Tortricidae). De wetenschappelijke naam is voor het eerst geldig gepubliceerd in 2009 door Budashkin.
De soort komt voor in Europa.